# 시대극
시대극(時代劇, 영어: historical drama, period drama, costume drama, period piece)은 영화, 연극, 드라마 등에서 지나간 특정 시대를 배경으로 하는 장르를 가리킨다. 일반적으로 영화와 텔레비전의 맥락에서 사용되며, 이는 개별 사건을 압축하거나 더 넓은 사실적 내러티브를 설명하는 것을 목표로 하는 창의적인 대화 또는 허구 장면과 같은 다양한 수준의 허구 요소를 사용하여 역사적 사건과 인물을 제시한다. 전기 영화는 일반적으로 단일 개인이나 잘 정의된 집단에 초점을 맞춘 일종의 시대극이다. 시대극에는 로맨스, 모험 영화, 스워시버클러가 포함될 수 있다.
시대극은 일반적으로 역사적 사건을 배경으로 가상의 인물과 사건을 제시하는 역사 소설과 구별될 수 있다. 시대극은 중세와 같은 모호하거나 일반적인 시대, 광란의 20년대, 최근 과거와 같은 특정 기간을 배경으로 할 수 있다.

## 같이 보기
- 사극
- 역사물
- 일본의 시대극